# 哈密顿-雅可比-爱因斯坦方程
在廣義相對論中，哈密頓-雅可比-爱因斯坦方程（英語：Hamilton–Jacobi–Einstein equation，簡稱）是一道哈密頓形式、描述超空間中的幾何力學的方程。創於「幾何力學年代」，這方程由艾雪·佩雷斯在60年代前后和其他人铸造。目的是更正廣義相對論以令其成為量子理論的半古典近似，就像量子力學與古典力學一樣對應關係。
這方程包含了全部10道愛因斯坦場方程式（EFEs），亦是古典力學中哈密頓-雅可比方程式（HJE）的修正，並可以從ADM形式中的愛因斯坦-希爾伯特作用量，以最小作用量原理推導。

## 背景及動機

### 古典與量子物理的對應關係
古典分析力學中的一個系統的動力學是由作用量S所概括。而各量子理論，即非相對論量子力學、相論對量子力學及量子場論，各有不同的詮釋及數學形式，但一個系統的行為都是完全由一個複機率幅 Ψ（正式來說是量子態的ket |Ψ⟩－希爾伯特空間中的元素)。Eikonal的半古典近似給出
{\displaystyle \Psi ={\sqrt {\rho }}e^{iS/\hbar }}
當中Ψ的相位可被詮釋為作用量，而模值√ρ = √Ψ*Ψ = |Ψ|則可被根據哥本哈根詮釋為機率密度函數。約化普朗克常數ħ是「作用量的量子」。代入一般形式的薛丁格方程式（SE），則有
{\displaystyle i\hbar {\frac {\partial \Psi }{\partial t}}={\hat {H}}\Psi \,,}
取ħ → 0極限則得到古典的HJE：
{\displaystyle -{\frac {\partial S}{\partial t}}=H\,,}
這是對應原理其中一個結果。